# Nguyễn Văn Sỹ
Nguyễn Văn Sỹ (sinh ngày 21 tháng 11 năm 1971) là một cựu cầu thủ bóng đá của câu lạc bộ Nam Định và đội tuyển quốc gia Việt Nam.

## Tiểu sử
Sinh ra tại tỉnh Nam Định, .Nguyễn Văn Sỹ trưởng thành từ bóng đá Nam Định cùng với hai người anh là Nguyễn Văn Hùng và Nguyễn Văn Dũng. Ông là tiền vệ trụ cột của đội tuyển Việt Nam tham dự các kỳ Tiger Cup và SEA Games.
Sau khi giải nghệ vào năm 2004, Văn Sỹ chuyển sang làm trợ lý cho câu lạc bộ Nam Định vào năm 2006, sau đó là The Vissai Ninh Bình trong vai trò tạm quyền cuối mùa giải. Khi huấn luyện viên tiền nhiệm Đoàn Minh Xương bị sa thải, ông trở lại cương vị huấn luyện viên trưởng và thành công trong việc đưa đội bóng Ninh Bình thăng hạng V-League 2010. Năm 2010, ông đến Hà Tĩnh dẫn dắt đội hạng nhì Xuân Thành Hà Tĩnh của bầu Thụy nhưng không thành công. Năm 2011 ông trở lại dẫn dắt The Vissai Ninh Bình. Ở các năm 2009, 2010, 2011 ông là trợ lý của đội tuyển Việt Nam và U23 Việt Nam.